# Everything But You
Everything But You is een compositie van bigbandleider Duke Ellington, geschreven in 1945. De tekst kwam van Harry James en Don George. Het nummer werd onder meer opgenomen door Cootie Williams, Earl Hines, Ella Fitzgerald en Sir Roland Hanna.